# ميني غينتري
ميني غينتري (بالإنجليزية: Minnie Gentry)‏ هي ممثلة أمريكية، ولدت في 2 ديسمبر 1915 في نورفولك في الولايات المتحدة، وتوفيت في 11 مايو 1993 في نيويورك في الولايات المتحدة.

## وصلات خارجية
- ميني غينتري على موقع IMDb (الإنجليزية)
- ميني غينتري على موقع قاعدة بيانات برودواي على الإنترنت (الإنجليزية)
- ميني غينتري على موقع قاعدة بيانات الفيلم (الإنجليزية)